# Charles Lacquehay
Charles Lacquehay (Parijs, 4 november 1897 – aldaar, 3 oktober 1975) was een Frans weg- en baanwielrenner. Hij werd tweemaal wereldkampioen in het stayeren.

## Belangrijkste overwinningen
1922
Parijs-Chauny
1923
Klimmerstrofee
1925
Omloop van Parijs
1926
Zesdaagse van Parijs (met Georges Wambst)
Zesdaagse van Berlijn (met Georges Wambst)
1927
Zesdaagse van Breslau (met Georges Wambst)
1928
Criterium der Azen
Zesdaagse van Nice (met Georges Wambst)
Zesdaagse van Parijs (met Georges Wambst)
1933
 Frans kampioen stayeren, Elite
 Wereldkampioen stayeren, Elite
1935
 Wereldkampioen stayeren, Elite

## Resultaten in voornaamste wedstrijden
| Jaar | Parijs-Roubaix |
| ---- | -------------- |
| 1922 | 5e             |
| 1923 | 5e             |